# Erdős förmodan om aritmetiska följder
Inom aritmetisk kombinatorik är Erdős förmodan om aritmetiska följder, även kallad för Erdős–Turáns förmodan, är en förmodan som säger att om summan av reciprokerna av medlemmarna av mängden A av positiva heltal divergerar innehåller A godtyckligt långa aritmetiska följder. Förmodandet är uppkallad efter Paul Erdős.